# Museo Iglesia de Santa Clara
El Museo Santa Clara ocupa el espacio del antiguo templo del Real Convento de Santa Clara, construido en 1647. Se encuentra ubicado en el centro histórico de Bogotá, en la carrera 8 n.º 8-91. Cuenta con una amplia colección de pinturas y esculturas de los siglos XVII, XVIII, XIX y XX. El edificio se considera una de las muestras más representativas de la arquitectura y el ornato barrocos de los siglos XVII y XVIII en Bogotá. Este museo es una entidad del Ministerio de las Culturas, las Artes y los Saberes.
El Museo, albergado en uno de los templos que pertenecieron a las comunidades religiosas femeninas del período colonial, no solo posee una amplia colección colonial que cuenta con obras de Gregorio Vásquez de Arce y Ceballos, Gaspar y Baltasar de Figueroa y Agustín García Zorro de Useche entre otros, sino que también posee muestras de pintura mural esparcidas en los coros, el presbiterio, el arco toral y la sacristía, con motivos zoomorfos, fitomorfos y algunas representaciones de santos y ángeles. Así mismo, el museo ha albergado diversas exposiciones de arte contemporáneo, con las cuales se busca tender relaciones entre la expresión artística y los problemas actuales, y el ornato y la cultura propios del periodo colonial.

## Historia

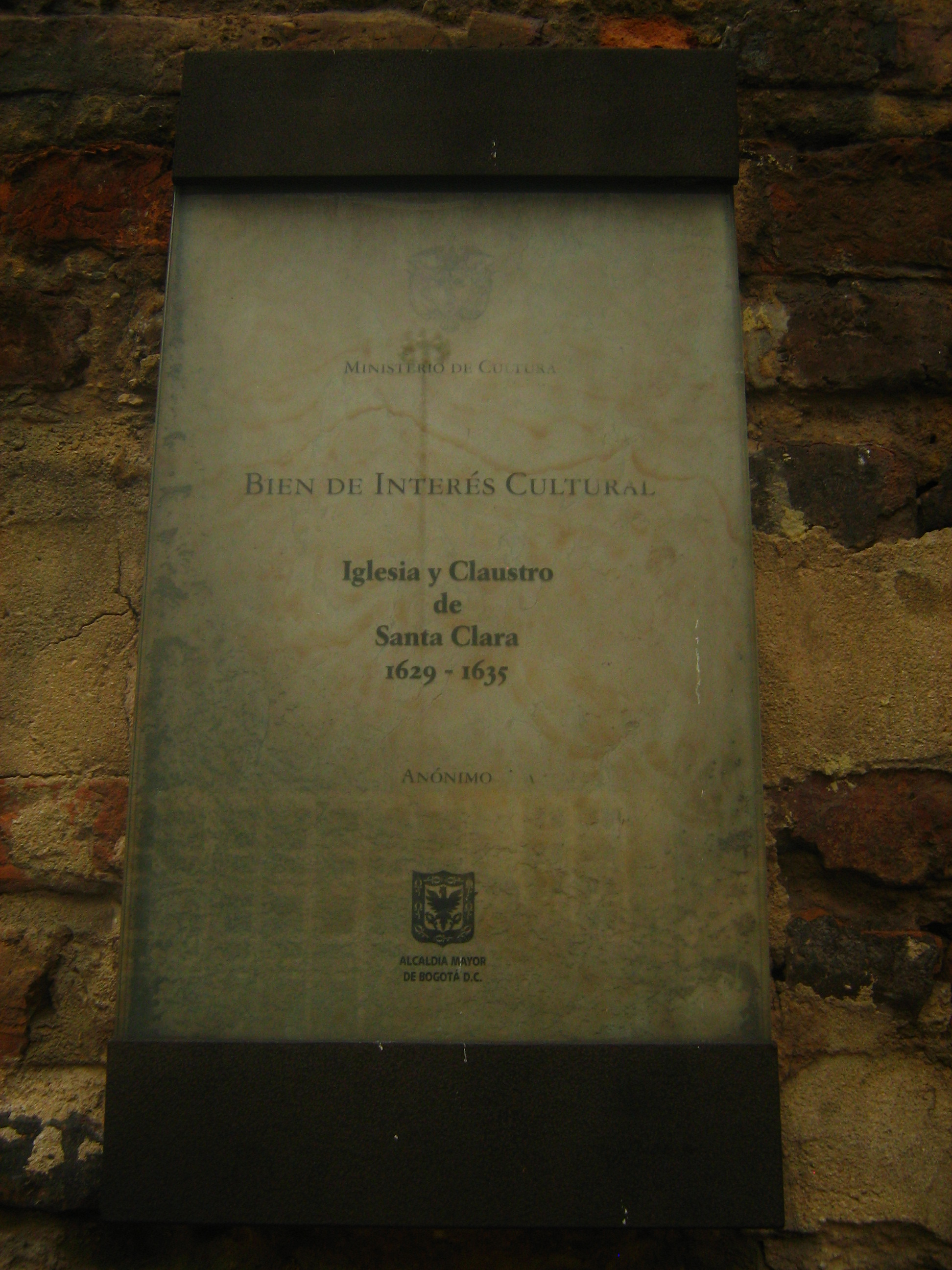
Letrero a la entrada de la construcción nombrando la iglesia como "Bien de interés cultural" por el Ministerio de las Culturas, las Artes y los Saberes. Cabe destacar ante esto su nombramiento como patrimonio de la humanidad por la UNESCO en 1971.

### Principios
El antiguo templo, hoy museo de Santa Clara, perteneció a la orden femenina franciscana de las Clarisas que se fundó en Santa Fe de Bogotá en el año de 1629. Fue construido por el arquitecto español Matías de Santiago, su obra se inició en 1619 concluyéndose en 1647. En cuanto a su ornato interno se puede decir que el templo contó con dos etapas decorativas: una primera (que abarca todo el siglo XVII y parte del XVIII) en la que se evidenciaba pintura mural en todo el templo, y una segunda, ubicada en la segunda mitad del XVIII, en la que se evidencia el enchape en madera adosado a los muros y la conformación definitiva de su conjunto pictórico, escultórico y retablístico.
La construcción tanto de la iglesia como del convento fueron auspiciadas por el arzobispo de la ciudad, Fernando Arias de Ugarte, quien realizó las gestiones pertinentes para fundar en la ciudad de Santa Fe el tercer convento femenino y el cuarto de clarisas del Nuevo Reino de Granada, esto con el fin de albergar en su recinto a las doncellas y viudas santafereñas bien fueran criollas o venidas de la península ibérica. En medio de la construcción del convento, el 7 de enero de 1630 el pueblo santafereño fue partícipe de la solemne procesión que partiendo de la iglesia del Carmen llegó hasta las puertas del convento de Santa Clara con las primeras 24 religiosas que allí tomarían los hábitos. Con este acto se abrieron las puertas del convento de Santa Clara como convento de clausura.

### Vida en clausura
El convento de Santa Clara, como lugar de clausura, recibió a muchas de las mujeres que residían en Santafé, albergándolas hasta su muerte. En el periodo colonial (siglos XVI al XVIII) las mujeres comúnmente eran entregadas por sus padres como monjas. Por aquel entonces era costoso casar a una hija, puesto que los padres de la mujer eran quienes corrían con los gastos de las ceremonias, así como con la llamada “dote”: una suma de dinero y bienes que se entregaban al futuro esposo para la manutención de ella. Por esta razón las familias que contaban con dos o más hijas, y pocos recursos económicos, preferían enviarlas al convento, evitando asumir los gastos que acarreaba un matrimonio.
Sin embargo, esto no significa que el convento no cobrara dinero alguno por el ingreso de una novicia, lo que ocurría era que la suma que solicitaba el convento como “dote” para el mantenimiento de la nueva religiosa era muy inferior al que se podría pagar en aquella época por un matrimonio.  Gracias a ello, el destino de un alto porcentaje de las mujeres coloniales era la clausura conventual, lo cual legaba a conventos como el de Santa Clara buenas sumas de dinero y bienes, así como una población de monjas y novicias muy superiores a la que podríamos ver hoy en día en un convento.

### Biografía deSanta Clara
La orden de Santa Clara fue fundada en 1212 por una noble rica nacida en Asís (Italia) en 1194 llamada Clara. Cuenta la historia que ella, junto con su hermana y algunas jóvenes amigas, decidió abandonar su riqueza para dedicarse a una vida de oración y pobreza, acompañando en su trasegar a un joven que predicaba la humildad y al cual luego se le conocería como San Francisco de Asís. Las clarisas, como se les conoce desde entonces, adoptaron las reglas de la vida franciscana y a lo largo del tiempo se multiplicaron en toda Europa. En principio las clarisas se ubicaron en la Capilla de San Damián cerca de Asís, posteriormente en 1215 el propio San Francisco nombra a Clara superiora del convento donde se encontraba; en 1223 ella escribe las doctrinas y órdenes de las clarisas basadas en las de San Francisco pero adecuadas para mujeres. Tras el descubrimiento y la posterior conquista del territorio americano las clarisas arriban al Nuevo Mundo como extensión femenina de los Franciscanos. En cuanto a Clara, la fundadora, fue declarada santa en el siglo XIV y su orden sirvió en ciudades como Santafé para acoger, dentro de una clausura regulada por los votos de pobreza y castidad, a las mujeres solteras o viudas que no debían mantenerse solas según la lógica colonial.

### Restauración
Con la Ley de Desamortización de Bienes de Manos Muertas, expedida por el presidente Tomás Cipriano de Mosquera en 1863, la iglesia y el convento fueron expropiados a las clarisas. El templo pasó durante un tiempo a manos del Estado y finalmente fue entregado a la Congregación del Sagrado Corazón de Jesús para que lo administrara. A pesar de que durante la Regeneración la iglesia fue devuelta a sus dueñas originales nunca volvió a ser ocupado por las clarisas. El antiguo convento, por el contrario, fue transformado en la sede de la Imprenta Nacional y demolido a principios del siglo XX para dar paso a la edificación que primero albergaría a la Escuela de Bellas Artes y luego a la facultad de Derecho de la Universidad Nacional. Actualmente el edificio que se ubica donde se hallaba el convento es parte del Ministerio de las Culturas, las Artes y los Saberes, y allí funciona la Dirección de Patrimonio de dicha institución.
En la década de 1960 surgió por primera vez la idea de transformar la iglesia en un museo. El objetivo era fundar un Museo de Historia del Arte en el edificio que antiguamente había sido convento y transformar la iglesia en una sala más de este espacio. Para este fin se creó en 1968 la Fundación Santa Clara, establecida a partir de una alianza entre la Universidad Nacional y el Distrito Especial de Bogotá, encargada de administrar la antigua iglesia para transformarla en museo. Finalmente en 1973 el gobierno adquiere la iglesia con todas sus obras, comprándoles el predio a las monjas clarisas. El edificio fue desacralizado por decreto de la arquidiócesis de Bogotá y desde ese entonces no se llevan a cabo servicios religiosos. 
En 1975 COLCULTURA inició un largo y delicado proceso de restauración de la antigua iglesia y de casi todas sus pinturas y esculturas. En esos años Santa Clara fue un laboratorio para el recién creado Centro Nacional de Restauración. Estas labores terminaron en 1983, año en el cual se inauguró el Museo Santa Clara.

### Actualidad
En la última década el Museo Santa Clara se ha situado no sólo como un referente museístico relacionado con la cultura colonial, sino también como un espacio de exposición  abierto al arte contemporáneo. Así mismo en los últimos años, el Museo Santa Clara ha experimentado una renovación museográfica que ha hecho más accesible al público visitante el acercamiento a su historia y a sus colecciones, brindando a partir de mecanismos interactivos información sobre el lugar y los diferentes espacios que la albergan. Cabe señalar que así mismo se han llevado a cabo nuevos estudios y procesos de restauración, que abarcan la pintura mural y el púlpito del antiguo templo, reubicado en su lugar original en abril de 2014.

## Arquitectura

### Herencia
Su arquitectura es de estilo Romano, ya que presenta arcos de medio punto, por lo que la iglesia sería del barroco español siendo característico del Barroco Desornamentado al no tener muchas decoraciones en la fachada. La iglesia cuenta solo con una nave, una torre en la parte superior; Desde afuera se ve techo arquitrabado, aunque por dentro el techo forma una bóveda de cañón sin cortes, excepto por un arco de medio punto que separa el presbiterio del resto de la estructura.
El suelo y las paredes están compuestos por materiales de la época de bajo precio ya que en ese tiempo costaba hacer algo muy elaborado; En el interior se puede notar un segundo piso, en las paredes, pilastras y en la parte del fondo una serie de hornacinas donde se encuentran figuras religiosas. El lugar ya ha sido desacralizado aunque conserve estas características y definiciones. Esta es muy parecida en estilo a las demás iglesias coloniales de Bogotá.
Es esta antigua iglesia representativa del templo de orden religioso femenino, de una sola nave de planta rectangular y cubierta abovedada de trece (13) metros de altura, con dos puertas de acceso por el oriente, siguiendo la traza acostumbrada para las iglesias de convento femenino y de acuerdo a las normas emanadas del Concilio de Trento para respetar la arquitectura cerrada de los coros de clausura.

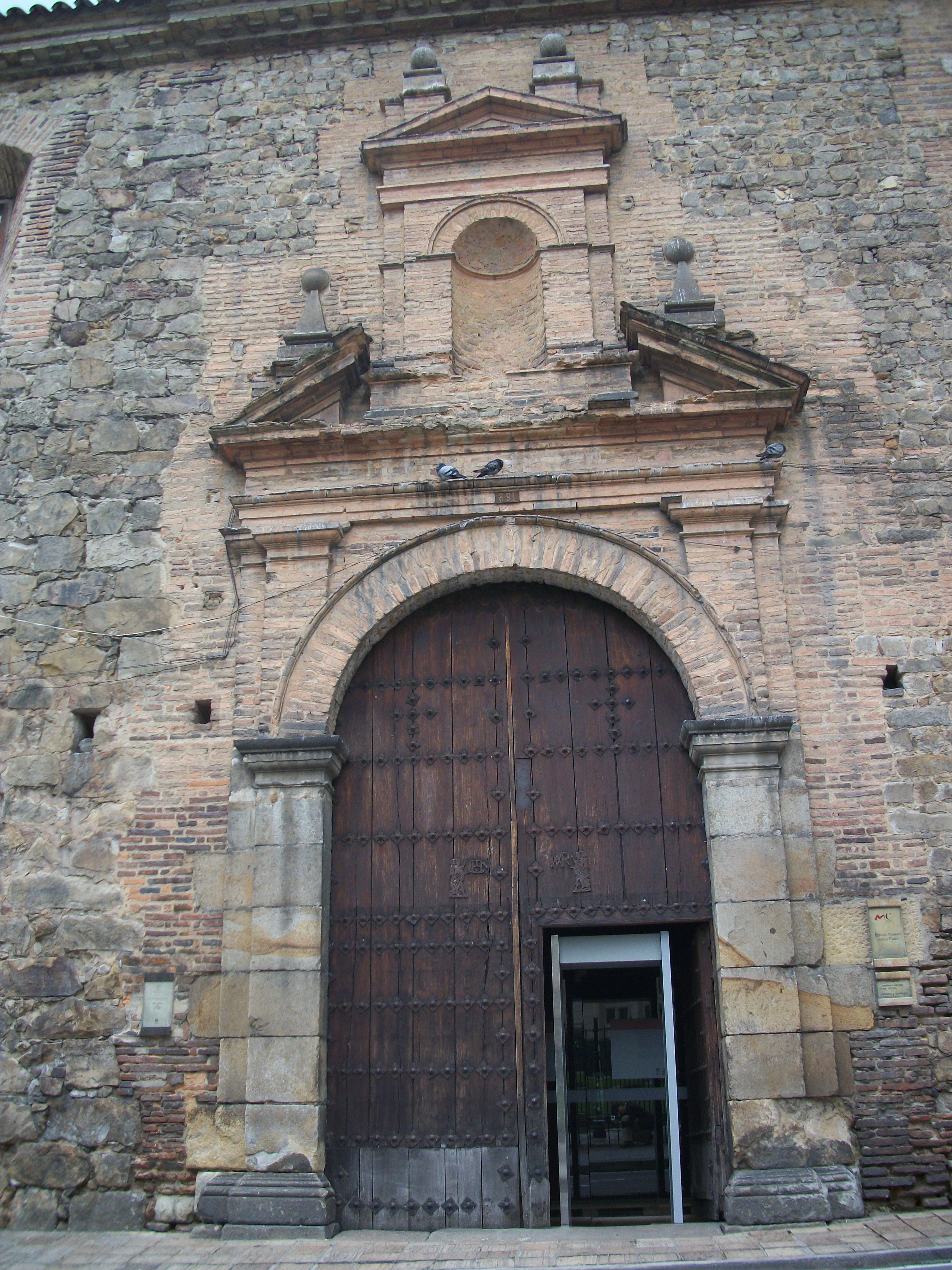
Acercamiento de la entrada, portal principal (Barroco desornamentado)
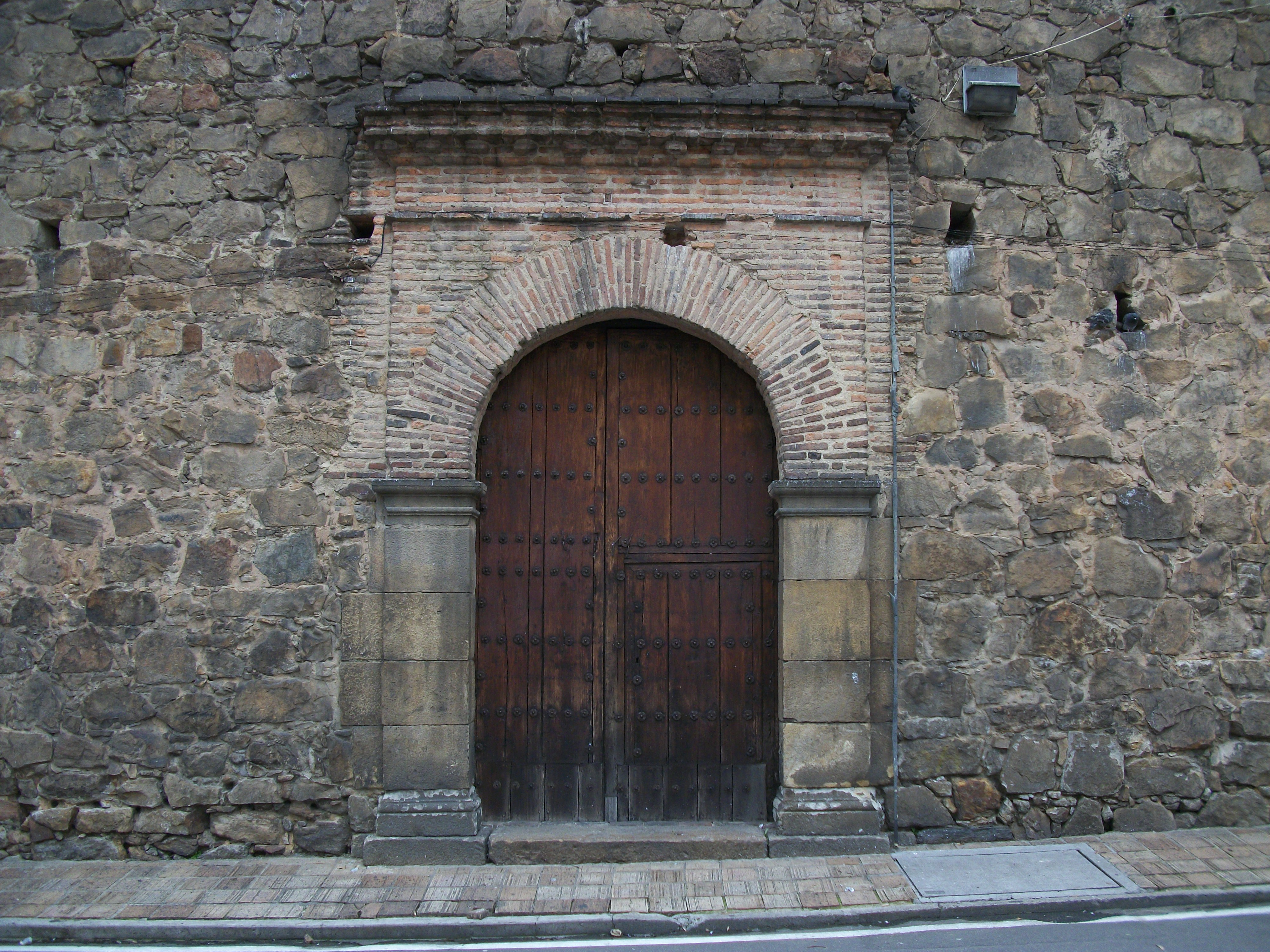
Vista cercana de una entrada
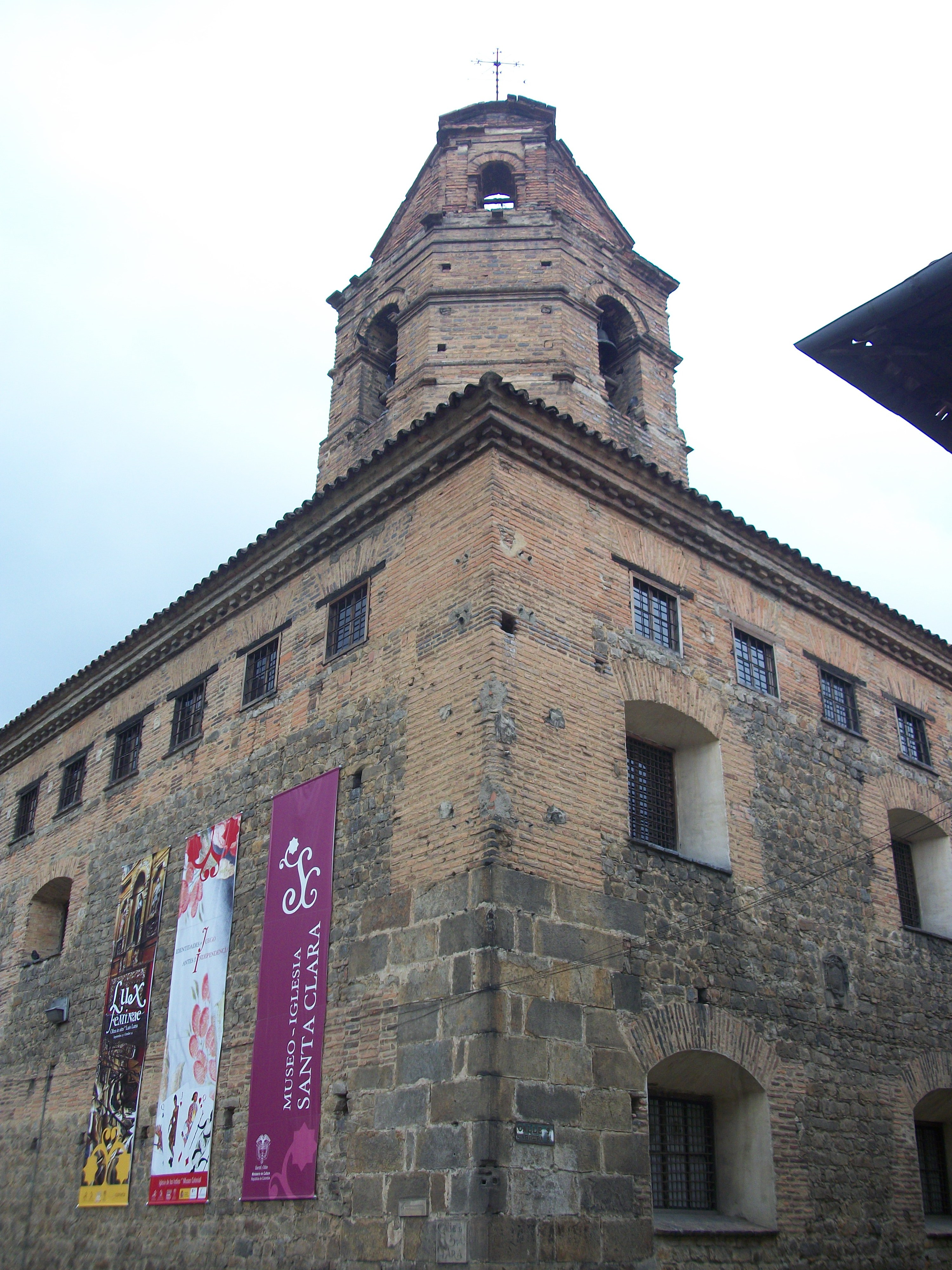
Vista cercana de la torre

| - Acercamiento de la entrada, portal principal (Barroco desornamentado) - Vista cercana de una entrada - Vista cercana de la torre | Se inscribe dentro del Barroco atemperado que distinguió los monumentos coloniales del Nuevo Reino de Granada. Se caracteriza por la carencia de soluciones barrocas en lo espacial y en lo estructural y por manifiesta riqueza decorativa que aquí se hace evidente en la pintura mural y en el profuso recubrimiento de madera tallada y dorada de los retablos, En esta construcción se conjugan elementos de los estilos mudéjar, renacentista y barroco, reflejo de un quehacer artístico muy colonial así como de las condiciones geográficas y sociales de la Bogotá de los siglos XVII y XVIII. La traza de la iglesia es obra del Maestro Matías de Santiago, con muros macizos y muy austeros hechos de mampostería en los que se abren escasas ventanas, y rematados en la esquina nororiental por una espadaña de ladrillo. |

## Decorado

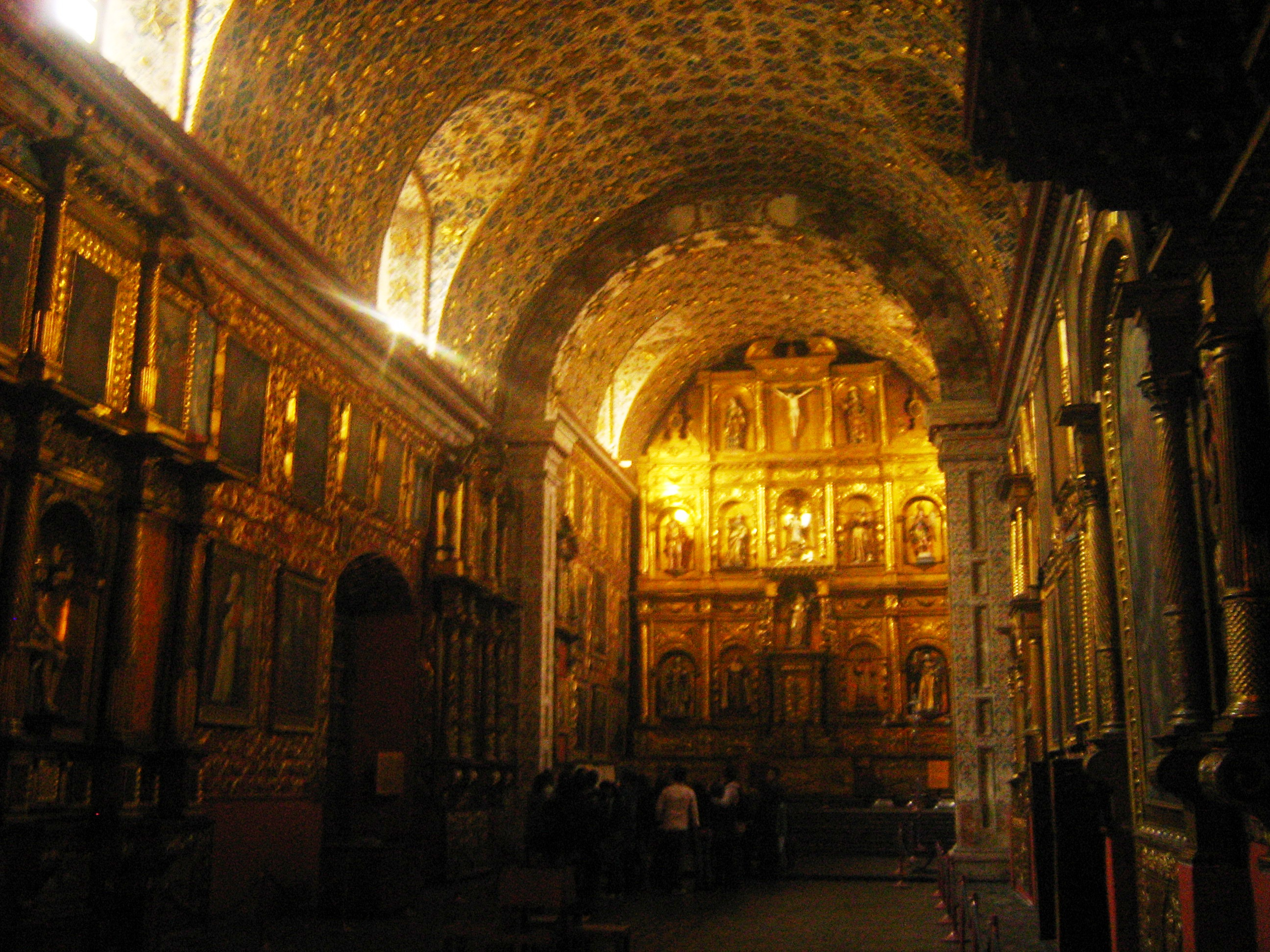
Aquí se muestra el interior, con las decoraciones del techo y el presbiterio al fondo.

Entre el severo exterior del edificio y su piso interior hay un contraste enormemente llamativo. El techo en bóveda está tachonado de flores de madera doradas (de estilo Barroco) que al tener espacios en azul y amarillo, reflejan los dos colores de la inmaculada concepción. También con retablos en ambas paredes, pintura mural, las celosías estrelladas y una colección de cuadros al óleo, recubren los muros sin dejar un solo espacio vacío.
El interior tiene algo común entre las iglesias coloniales con respecto de los colores principales que se pueden ver en la decoración, y es que son dos principalmente: el rojo y el amarillo. El rojo en la Iglesia católica simboliza la sangre de Cristo, el amarillo en cambio simboliza la ostia de trigo, que representa el cuerpo de cristo.
Existen en algunas partes de las paredes interiores de la iglesia frescos originales del siglo XVII que fueron recubiertos en madera de color rojo con estrellas doradas.
El legado pictórico proviene de los siglos XVII y XVIII. Los temas de esta iconografía pertenecen al Antiguo y al Nuevo Testamento, repitiéndose varias veces sus motivos en versiones diferentes.
Son 103 cuadros (muchos de ellos firmados por Gaspar y Baltasar de Figueroa y Gregorio Vásquez de Arce y Ceballos), 24 tallas en madera estofada con figuras policromas provenientes de los siglos XVII y XVIII.

### Retratos de las monjas muertas
El museo cuenta con una muestra de la serie de retratos de abadesas muertas que conserva el edificio de Santa Clara. A las religiosas se les solía retratar al profesar, recubiertas de joyas y flores, portando el cirio encendido, al ser elegidas abadesas de su comunidad, al salir a fundar un nuevo monasterio y en el momento de la muerte.
La leyenda que acompaña los retratos, da cuenta de la vida y de la conducta ejemplar de las difuntas. La corona de flores que ciñe su cabeza hace alusión al triunfo sobre los rigores y privaciones de la vida religiosa, victoria conseguida por la retratada.
Estos retratos estaban destinados a adornar la sala capitular de los conventos y servían como ejemplo para la comunidad de clarisas. Algunos llevan la firma de pintores célebres de la época pero la mayoría son anónimos.

### Presbiterio
Es el sitio más sagrado de la iglesia, donde se encuentra el altar y desde donde el sacerdote o presbítero celebraba la misa en ese entonces, por ello se puede apreciar que el suelo y el techo en esta parte de la nave están más elevados con respecto del resto de la iglesia, esto denotaba que las personas que se ubicaban en este lugar, el sacerdote y algunos monaguillos que ayudaban en la celebración de la misa, estaban más cerca de Dios.
Como era costumbre en ese entonces el sacerdote debía celebrar la misa siempre de espalda al público dirigiendo su mirada hacia el Retablo Mayor que se encuentra en el muro sur de la iglesia, además toda la misa era proclamada en latín de acuerdo con lo establecido en el Concilio de Trento celebrado a mediados del siglo XVI en Italia.
Se puede admirar una colección de cuadros alusivos a los arcángeles en la parte superior del presbiterio, es una de las colecciones más importantes de la ciudad gracias a su calidad y técnica.

### Cripta
Hay también una cripta mandada a construir por los mayores benefactores del convento doña María Arias de Ugarte y su tercer esposo don Juan de Capiayn, quienes quisieron ser sepultados en la iglesia (como era costumbre en ese entonces), ya que no existían cementerios; el primer cementerio de la ciudad, el Cementerio Central, se empezó a construir en 1830, y fue ordenada su edificación por el mismo Simón Bolívar con el fin de prohibir la sepultura de cadáveres en las iglesias y patios de los conventos de salubridad. Lo llamativo de la cripta es la ubicación que tiene, en sitio más sagrado de la iglesia: el presbiterio, justo bajo el altar y el retablo mayor, se terminó de construir el mismo año en que la iglesia fue consagrada como tal en 1647, como reza la inscripción en castellano antiguo de la loza que cubre la cripta.

### Retablo mayor
Junto al coro y arco toral, representa el foco de mayor esplendor dentro de la iglesia. Construido hacia la mitad del siglo XVII, consta de tres cuerpos y cinco calles, tallados y dorados íntegramente en hojilla de oro, costeado en su totalidad por doña María Arias de Ugarte, según documentos históricos le costó a ella el valor de 4200 pesos de a 8 escudos. Las hornacinas exhiben figuras talladas en madera, varias con trajes elaborados en tela encolada y decorados ricamente con las técnicas del estofado y el esgrafiado.

#### Expositorio
Es de construcción posterior, ya que data del siglo XVIII, se destacó como un elemento bien Barroco, en el que la rica talla de las columnatas y la decoración de pámpanos, racimos y pajaritos establece un significativo contraste con la arquitectura más mesurada del conjunto.

### Sacristía
Este es un espacio anexo a la nave principal de la iglesia, y era el sitio destinado para guardar los ornamentos, los vasos sagrados y revestirse los oficiantes. Siguiendo el ejemplo de los templos convertidos en museos y por consiguiente desprovistos de culto, se exponen en este recinto algunos objetos que han formado parte de tres siglos de historia de la iglesia, como complemento documental a la comprensión del conjunto.
Según la ordenación IX de las constituciones de las Clarisas era la "Sacristina", la religiosa encargada del cuidado, vigilancia y aseo de los objetos del culto divino.

#### Ornamentos Litúrgicos
La elaboración de estos elementos trabajados en oro, plata y plata dorada, realizados con las técnicas de tallado, repujado, martillado, calado, cincelado, entre otros, en la mayoría de los casos decorados con incrustaciones de piedras preciosas, estaba incluida entre las llamadas artes menores.
Se conserva en exposición varios de estos ornamentos sagrados para ilustrar de cierto modo el ambiente original de la iglesia, como son: dos custodias tipo sol en plata dorada y con piedras semipreciosas, un incensario para purificar con el aroma la iglesia, una naveta para guardar el incienso y una caldereta e hisopo que era utilizado por el padre para bendecir con agua. Se puede observar una de las pocas partes en donde aún se conserva muestra de la pintura mural original de la iglesia de Santa Clara.

#### Ciriales
Dos ciriales en plata labrada del siglo XVII destinados a acompañar la Cruz Alta. La palabra ciril proviene de la voz cirio y significa el candelero alto, que llevan los monaguillos para las misas, vísperas y laudes cantadas así como también para las procesiones solemnes. Estos tienen forma de cántaros con asas retorcidas y labrados en follaje con cabezas de querubines, posiblemente fabricados en la ciudad.

#### Cruz alta
Cruz procesional en plata labrada del siglo XVII. Se usaba en procesiones y cortejos fúnebres de gran solemnidad. Lleva en el anverso la imagen de Jesús crucificado y en el reverso de la Virgen Santísima. En la base tiene grabados los símbolos de la pasión de Cristo: la corona de espinas, la columna, los clavos, el gallo, la lanza y los dados. En los extremos está rematada por querubines con las alas desplegadas.

### Cuerpo Central (nave o asamblea)
Es el espacio comprendido entre los coros y el arco toral(que es el arco que sobresale de la pared en la parte sur de la nave). Se puede decir que este lugar era el espacio público, o donde podían ubicarse los feligreses que no pertenecían a la comunidad religiosa de las clarisas para celebrar la misa. Estos feligreses debían ingresar a la iglesia por la puerta nororiental, ya que la puerta mayor se abría exclusivamente para permitir la salida de imágenes religiosas y de las personas que asistían a procesiones especiales en fechas de conmemoración.
Es posible admirar en este espacio un pequeño recuadro en el suelo de los ladrillos originales de la iglesia, ya que el piso que se encuentra actualmente es simplemente una representación del piso original. Es bueno destacar que en el cuerpo central se encuentran la mayor parte de los retablos y cuadros de la colección de la iglesia; cada uno de estos retablos está destinado a un santo en especial, acompañado de otros varios.

### Tribuna delPúlpito
El púlpito se encontraba adosado al lado derecho del arco toral, del lado de la epístola y estaba coronado por un tornavoz rematado con la imagen de San Buenaventura. 
Tiene elementos del siglo XVII como el trabajo de taracea que se aprecia en una de sus caras y lleva adosadas las figuras de tres evangelistas: San Lucas, San Marcos y San Mateo, moldeados en yeso y decorados con finos trabajos de dorado y esgrafiado hechos en el siglo XVIII. Una escalerilla en madera decorada con pintura al temple daba acceso a la tribuna.

### Coro
El coro presenta uno de los espacios materiales y mentales de mayor significación dentro de la vida conventual, ya que allí tenían lugar los oficios diarios acompañados de cantos, los cuales junto con el sacrificio y la práctica de la eucaristía, encaminaban hacia la perfección perseguida por estas religiosas, espacios de intimidad, recogimiento, alabanza y oración.
En el coro tiene lugar también cada tres años la elección de abadesa. Después del cargo de abadesa, la religiosa de coro ocupa lugar destacado dentro de la jerarquía del convento. En la parte baja del coro o sotocoro son sepultadas con frecuencia aquellas religiosas tenidas en especial estima por sus sobresalientes virtudes.
En el coro de Santa Clara, la riqueza del estrellado Mudéjar en lo que permanece de la celosía original pone de manifiesto el carácter íntimo del espacio.

#### Los coros de monjas
La arquitectura de los coros varía según el esplendor y la riqueza de cada templo, los medios con que se haya contado para cada edificación, la imaginación y la destreza de constructores, alarifes, talladores, ensambladores y pintores. España y Portugal cuentan con ejemplos magníficos de estos coros, y en el Nuevo Mundo especialmente Querétaro. Los coros son los espacios sagrados de la clausura y se componen por lo general de los siguientes elementos:
- Rejas: están dispuestas en el coro alto y bajo, símbolo del encierro de las vírgenes. Generalmente se trabajaban en madera o en gruesa forja de hierro, con nudos y púas, y en algunos coros se llevaban dobles.
- Cratícula: podía ser una o dos, era una ventana pequeña tallada en madera por donde se ofrecía la comunión a las religiosas, iba colocada por lo general al lado de la reja del coro bajo. Esta pieza debió formar parte de un conjunto mayor llamado Grada del Monasterio, la cual tenía por objetivo separar el espacio de clausura del resto de la nave de la iglesia.
- Tribuna: podía ser una o varias y su propósito era alojar los instrumentos para la música como en el caso de Santa Clara, o servir para la asistencia al oficio de las religiosas venerables o enfermas.
- Abanico: elemento de gran formato en forma de semicírculo, que remata y corona el coro alto en el que se desplegaban arabescos, roleos follajes y celosías tallados. Con frecuencia llevaba en el centro un gran Cristo que parecía cobijar el conjunto.

En México los coros de monjas se decoraron profusamente con tallas y pinturas. En el interior del coro alto, se colocaba la silletería para uso de las religiosas en el resto y canto del oficio. En las iglesias de monjas lo usual era que los coros estuvieran colocados a los pies de la iglesia, pero los hubo también en el presbiterio. Siempre comunicaban con el convento.

## Exposiciones

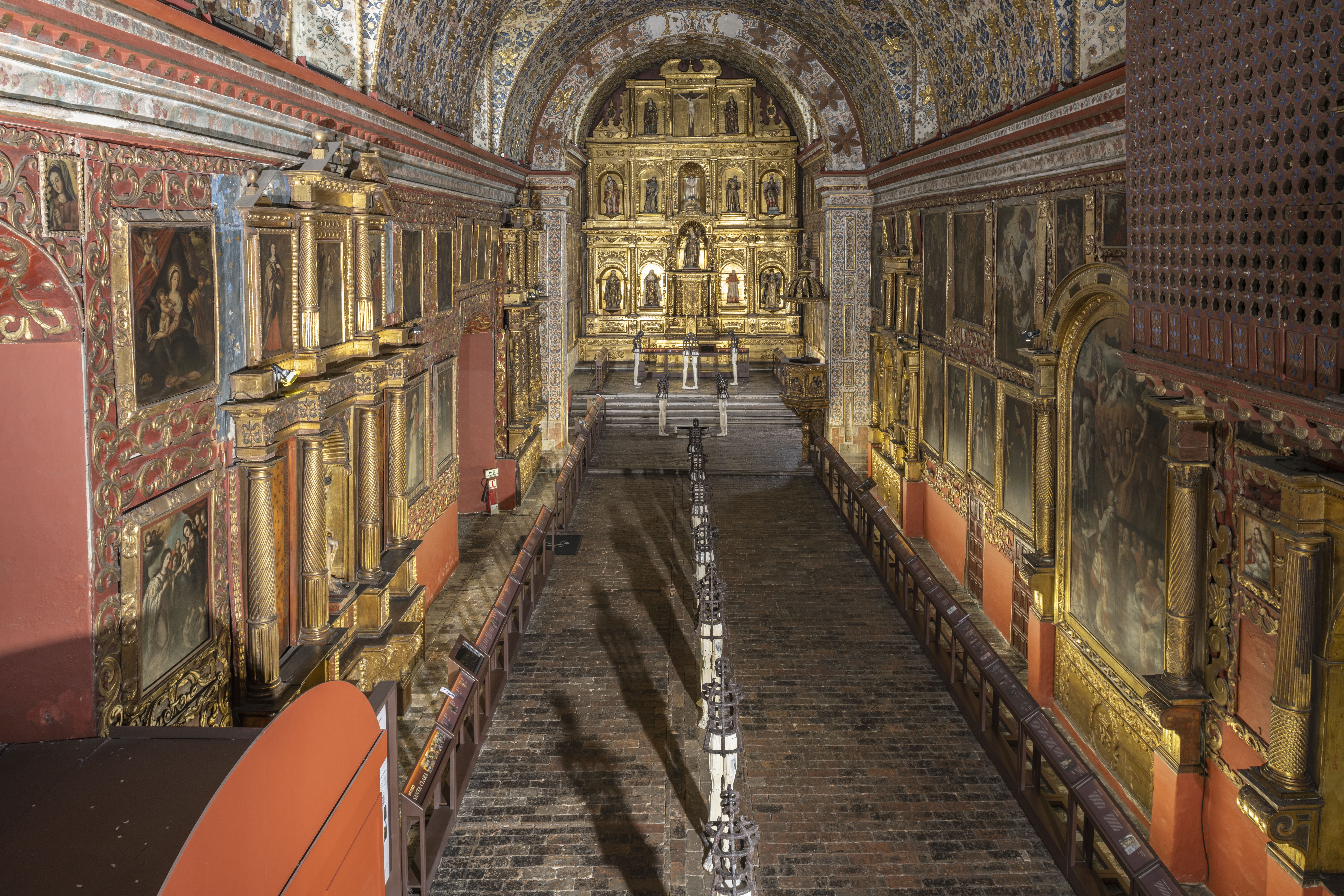
Exposición del artista Joaquín Restrepo en el Museo Santa Clara en Bogotá, Colombia. 2023

- Exposición del artista Joaquín Restrepo en el Museo Santa Clara en Bogotá, Colombia. 20232023 - Encuentros por el artista Joaquín Restrepo. [1]

- 2022 - 'La Ciudad de la Púrpura' - Tansui no (agua dulce) - de la artista Diana Gamboa. [2]

- 2006 - Siete - del artista Javier Marin. [3]